# Новикова, Елена Геннадьевна
Елена Геннадьевна Новикова (бел. Алена Генадзьеўна Новікава; 12 февраля 1988, Бобруйск, Могилевская область) — белорусская баскетболистка. Выступала на позиции разыгрывающего защитника.

## Биография
Елена Новикова — воспитанница Детско-юношеского клуба физической подготовки г. Бобруйска. Первый тренер — Сергей Григорьевич Силич.
Выступала за различные юниорские и молодежную сборную страны. В 2005 году в 17 лет дебютировала за взрослую национальную команду страны в рамках квалификационного раунда чемпионата Европы по баскетболу в дивизионе «B».
Провела два сезона в российской Премьер-Лиге, где она играла за оренбургскую «Надежду» и ивановскую «Энергию». Также выступала за коллективы из Польши и Чехии.

## Достижения

### Международные
- Серебряный призер чемпионата Европы среди кадеток (U16) (1): 2003.

### Национальные
- Чемпионка Белоруссии (1): 2015/2016.
- Серебряный призёр чемпионата Белоруссии (1): 2008/2009.
- Бронзовый призёр чемпионата Белоруссии (2): 2004/2005, 2005/2006.
- Обладатель Кубка Белоруссии (1): 2008.